# Phaonia changaica
Phaonia changaica este o specie de muște din genul Phaonia, familia Muscidae, descrisă de Zinovjev în anul 1990.
Este endemică în Mongolia. Conform Catalogue of Life specia Phaonia changaica nu are subspecii cunoscute.